# Xenotrachea niphonica
Xenotrachea niphonica là một loài bướm đêm trong họ Noctuidae.